# 7.7 cm Infanteriegeschütz L/20
7.7 cm Infanteriegeschütz L/20 (нем. 7,7-сантиметровое лёгкое пехотное орудие) — немецкое 77-миллиметровое пехотное орудие времён Первой мировой войны. Разработано на замену ненадёжному 76-мм пехотному орудию 7.62 cm Infanteriegeschütz L/16.5.

## Описание
77-мм горная пушка подобного типа появилась путём совмещения укороченного ствола 7.7 cm FK 96 n.A. и лафета для горного орудия. Плюсом подобного орудия стала уменьшенная отдача при стрельбе, а также возможность использования снарядов для взятого за основу орудия FK 96 n.A. (позднее был разработан специальный мощный противотанковый снаряд для данного орудия). Максимальная скорость выпущенного снаряда достигала 435 м/с.
Несмотря на то, что солдаты высоко оценивали боевые качества этой пушки, она была слишком тяжёлой и неповоротливой. На смену этой пушке вскоре пришло ещё одно оружие, созданное концерном Krupp — 7.7 cm Infanteriegeschütz L/27.